# Comuna Herrljunga
Herrljunga (Herrljunga kommun) este o comună din comitatul Västra Götalands län, Suedia, cu o populație de 9.274 locuitori (2013).

## Geografie

### Zone urbane
Lista celor mai mari zone urbane din comună (anul 2015) conform Biroului Central de Statistică al Suediei:
| Nr | Zona urbană       | Pop.  |
| -- | ----------------- | ----- |
| 1  | Herrljunga        | 3.982 |
| 2  | Ljung și Annelund | 1.226 |

## Demografie
| \| Evoluția demografică în comuna Herrljunga, 1970–2015 \| Evoluția demografică în comuna Herrljunga, 1970–2015 \| Evoluția demografică în comuna Herrljunga, 1970–2015 \| Evoluția demografică în comuna Herrljunga, 1970–2015 \| Evoluția demografică în comuna Herrljunga, 1970–2015 \| \| ----------------------------------------------------------------------------------------------------- \| ---------------------------------------------------- \| ---------------------------------------------------- \| ---------------------------------------------------- \| ---------------------------------------------------- \| \| An \| \| \| Locuitori \| \| \| 1970 \| 1970 \| \| 9027 \| 9027 \| \| 1975 \| 1975 \| \| 8833 \| 8833 \| \| 1980 \| 1980 \| \| 9347 \| 9347 \| \| 1985 \| 1985 \| \| 9281 \| 9281 \| \| 1990 \| 1990 \| \| 9645 \| 9645 \| \| 1995 \| 1995 \| \| 9724 \| 9724 \| \| 2000 \| 2000 \| \| 9447 \| 9447 \| \| 2005 \| 2005 \| \| 9305 \| 9305 \| \| 2010 \| 2010 \| \| 9314 \| 9314 \| \| 2015 \| 2015 \| \| 9349 \| 9349 \| \| Sursa: SCB - Statistika Centralbyrån, Folkmängd efter region, civilstånd, ålder och kön. År 1968–2016 \| \| \| \| \| |      |  |           |      |
| Evoluția demografică în comuna Herrljunga, 1970–2015 |      |  |           |      |
| An |      |  | Locuitori |      |
| 1970 | 1970 |  | 9027      | 9027 |
| 1975 | 1975 |  | 8833      | 8833 |
| 1980 | 1980 |  | 9347      | 9347 |
| 1985 | 1985 |  | 9281      | 9281 |
| 1990 | 1990 |  | 9645      | 9645 |
| 1995 | 1995 |  | 9724      | 9724 |
| 2000 | 2000 |  | 9447      | 9447 |
| 2005 | 2005 |  | 9305      | 9305 |
| 2010 | 2010 |  | 9314      | 9314 |
| 2015 | 2015 |  | 9349      | 9349 |
| Sursa: SCB - Statistika Centralbyrån, Folkmängd efter region, civilstånd, ålder och kön. År 1968–2016 |      |  |           |      |